# Lawrence (Indiana)
Pour les articles homonymes, voir Lawrence.
Lawrence est une ville située dans le comté de Marion dans l'État de l'Indiana, aux États-Unis. Elle constitue une banlieue d'Indianapolis.